# Sila (Vereinigte Arabische Emirate)
Sila (arabisch سيلا, DMG Sīlā) ist eine Grenzstadt am westlichen Ende des Emirates Abu Dhabi und der Vereinigten Arabischen Emirate (VAE). Sie befindet sich 370 km westlich von der Stadt Abu Dhabi an der Küste. Die eigentliche Grenze zu Katar befindet sich 20–30 km weiter westlich; der Landstreifen wurde an Saudi-Arabien abgetreten. Daher ist auf dem Landweg von den Ländern Katar und VAE ein Transitvisum für Saudi-Arabien notwendig.
Das Stadtgebiet reicht bis zur Grenze mit Saudi-Arabien im Westen und umfasst auch den Grenzort Ghuwaifat und erstreckt sich über eine Fläche von 408 km².
Zur Volkszählung 2005 hatte Sila 7900 Einwohner.